# Yawovi Agboyibo
Yawovi Madji Agboyibo (Prefactura de Yoto, Togo, 31 de diciembre de 1943-París, 30 de mayo de 2020) Primer ministro de Togo entre 2006 y 2007, sustituyendo a Edem Kodjo. Fue líder del Comité de Acción para la Renovación (en francés Comité d'Action pour la Renouveau) (CAR).

## Biografía
Nacido el 31 de diciembre de 1943 en la prefectura de Yoto, al sur de la ciudad de Kouvé en Togo. Fue un activista por los derechos humanos, político y  abogado, miembro de la oposición al Presidente togolés, Faure Gnassingbé. Estudió en Togo y viajó hasta a Francia, Costa de Marfil y Senegal para completar los estudios superiores.  En la década de los años 1980 durenta el gobierno de Eyadéma se presentó con una candidatura independiente al parlamento de Togo. Sirvió  en la Subcomisión Internacional de Derechos Humanos de Naciones Unidas entre 1988 y 1989 y en el Pontificio Consejo para la Justicia y La Paz en Ciudad del Vaticano entre 1990 y 1995. Copresidió el proyecto Windhoek Dialogue creado por una agrupación de partidos centro-cristianos europeos como Unión Demócrata Cristiana de Alemania y el partido Unión por un Movimiento Popular de los gaullistas franceses.
Durante los años de 1990 fue uno de los principales defensores de la democracia en Togo. Tras renunciar al cargo en la comisión de los Derechos Humanos en Naciones Unidas, fundó el Frente de Asociaciones para el Renacimiento (FAR) —Front of Associations for Revival (FAR)—  cuya labor fue defender la democracia en Togo. Mediante las presiones del FAR, logró que Eyadéma concediese  la amnistía general para los políticos exiliados y la promesa de convocar elecciones en 1991. Agboyibo convirtió el Frente de Asociaciones para el Renacimiento en el partido político Comité de Acción para la Renovación (CAR) con el que en 1993 realizó la campaña electoral para las elecciones legislativas, sin embargo abandonó la campaña para denunciar el fraude de las elecciones.
Su partido fue el más votado en las elecciones legislativas de 1994. Fue elegido por unanimidad por el Comité que diseñó un gobierno de unidad nacional, para encabezar las reformas necesarias en el país, especialmente convulso desde las últimas elecciones presidenciales. La tarea más urgente fue la celebración de las elecciones legislativas, previstas para el 24 de junio de 2007.
Fue elegido primer ministro de Togo el 20 de septiembre de 2006, su gobierno estuvo  compuesto por 35 miembros de siete partidos políticos y organizaciones civiles. Los integrantes de la coalición Reagrupamiento del Pueblo Togolés obtuvieron 19 carteras; el Comité de Acción para la Renovación, (partido del primer ministro), tres; Convención Democrática de los Pueblos Africanos otros tres y el resto de ministerios se repartió entre otras formaciones minoritarias y sociales.
En diciembre de 2007, y tras las elecciones parlamentarias de octubre del mismo año, fue sustituido como primer ministro por Komlan Mally.
Falleció a los setenta y seis años el 30 de mayo de 2020 en un hospital de París donde estaba ingresado para realizarse un chequeo médico rutinario.

## Premios y reconocimientos
- Premio Africano Alemán —German Africa Prize— por su trabajo en los derechos humanos otorgado por primera vez.[3]

| Predecesor: Edem Kodjo | Primer ministro de Togo 2006-2007 | Sucesor: Komlan Mally |